# Dobrotitsa

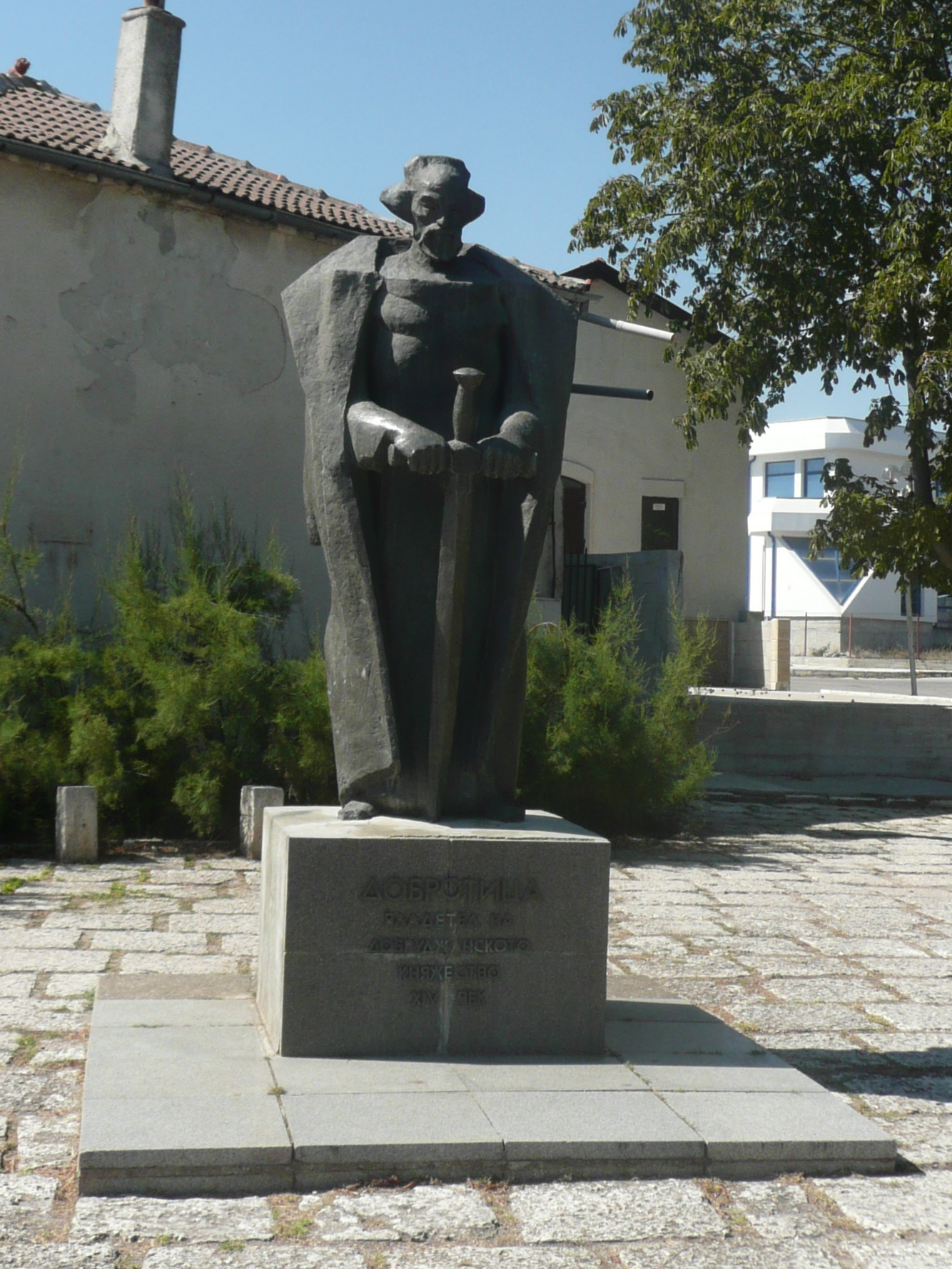
Estátua de Dobrotitsa em Kavarna, na Bulgária.

Dobrotitsa (em búlgaro:  Добротица - Dobrotiča; em romeno:  Dobrotici ou Dobrotiţă; em grego: Τομπροτίτζας;Dobrodicie em documentos genoveses da época; m. 1386) era um nobre búlgaro e monarca de facto do principado independente de Carvuna e do castelo de Caliacra de 1354 até 1379-1386.

## História

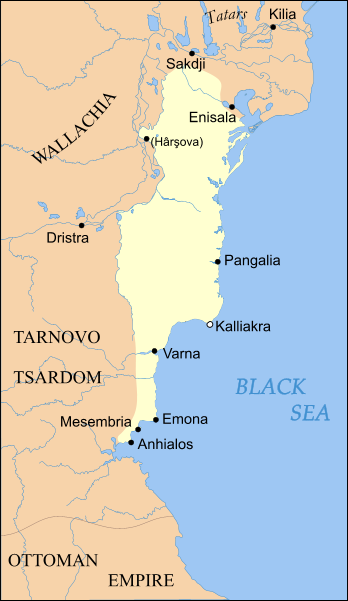
Principado de Carvuna c. 1370-1385.

A etnia de Dobrotitsa é tema de disputa e, por isso, ele é considerado por alguns como sendo um nobre búlgaro aparentado com a dinastia Terter, para outros, um valáquio e por fim, alguns consideram quer ele era um turco convertido ao cristianismo. Fontes venezianas do século XIV chamam Dobrotitsa de "déspota dos búlgaros" (DESPOTUM BULGARORUM DOBROTICAM) e se referem ao seus domínios como "partes de Zagore [Bulgária] subordinadas a Dobrotitsa" (PARTES ZAGORAE SUBDITAS DOBROTICAE).
Em 1346, Dobrotitsa e seu irmão Teodoro foram enviados com 1 000 soldados pelo governante de Dobruja (Carvuna), Balik, para ajudar a imperatriz bizantina Ana de Saboia na guerra civil contra João VI Cantacuzeno, mas foram derrotados. No ano seguinte, depois da morte de Balik, ele se tornou o déspota de Dobruja. Em 1348, Dobrotitsa tomou a fortaleza de Mídia e, em 1356, já havia conquistado Kozyak (moderna Obzor) e Emona dos bizantinos.
Em 1366, João Alexandre se recusou a permitir que o imperador bizantino João V Paleólogo (r. 1341–1378), que estava voltando da Hungria, passasse pelo território búlgaro. Para forçar os búlgaros a mudar de ideia, um parente de João, o conde Amadeu VI de Saboia, que estava na época liderando a sua própria cruzada, atacou as cidades costeiras da Bulgária. No outono do mesmo ano, a marinha de Amadeu capturou Anquíalo, Mesembria, Emona e, em 25 de outubro, cercou a poderosa fortaleza de Varna, onde finalmente foi derrotado. Como resultado, João Alexandre cedeu e permitiu a passagem de João V, mas não recebeu de volta as cidades perdidas. Em 1369, Dobrotitsa e Vladislau I da Valáquia ajudaram João Alexandre a derrotar os húngaros e retomaram Vidin. Como recompensa, o imperador deu a Dobrotitsa o controle sobre Emona e Kozyak. Posteriormente, Dobrotitsa construiu uma frota em Varna e utilizou-a em ações que chegaram até a costa de Trebizonda. Os manuscritos genoveses relatam que sua marinha, mesmo pequena, era muito poderosa e conseguiu muitas vitórias sobre otomanos e genoveses. Ele foi sucedido pelo filho Ibanco (Juanco) em 1386.
O nome da região de Dobruja deriva da forma turca de seu nome e a cidade de Dobrich mais duas vilas no norte da Bulgária foram batizadas em sua homenagem.